# 热玉乡
热玉乡，是中华人民共和国西藏自治区昌都市边坝县下辖的一个乡镇级行政单位。

## 行政区划
热玉乡下辖以下地区：
热玉村、机贡村、东美村和嘎贡村。